# Rebirth (SS501)
Rebirth è il quarto EP del gruppo musicale sudcoreano SS501, pubblicato il 20 ottobre 2009 dalla DSP Media.

## Tracce
1. Wasteland
2. Love Like This (Negero) (네게로)
3. Haruman (하루만)
4. Obsess (Jungdok...) (중독...)
5. Wan.Du.Kong. (완.두.콩.)